# Haus Ockel

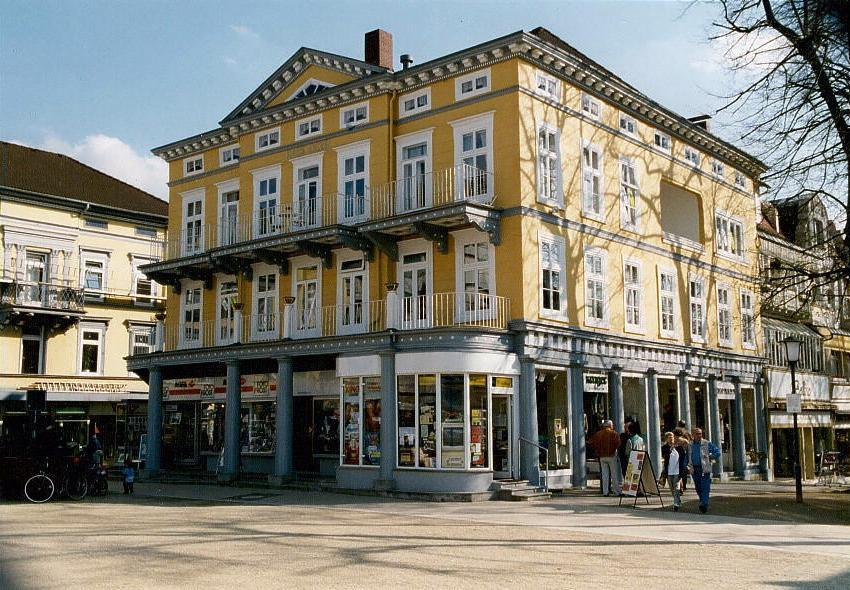
Haus Ockel, 2014

Haus Ockel zählt zum denkmalgeschützten Gebäudeensemble rund um den Brunnenplatz und entlang der Hauptallee in Bad Pyrmont.

## Geschichte
Die Vorbereitungen zum Bau von Haus Ockel begannen 1838. Der Kaufmann Heinrich Ockel erwarb eine bestehende sogenannte Boutique am Brunnenplatz und ließ sie bis 1840 durch ein neues Wohn- und Geschäftshaus ersetzen. Gegen 1865 stockte er das Haus mit einer 2. Etage und einem Dachgeschoss auf. Sein Sohn Rudolf Ockel versah sein Bürgermeisteramt von Haus Ockel aus. Der frühen Gründerzeit folgend, sorgte er für eine repräsentativere Erscheinung des Hauses, indem er 1879 die 1. Etage mit einem Veranda-Vorbau versah. Dazu bedurfte es einer entsprechenden Überbaugenehmigung auf „fürstlichem Grund“. Die heutige Erscheinung des Hauses wurde im Wesentlichen 1887 vollendet, als die Fassade der 2. Etage mit Balkonen zum Brunnenplatz ergänzt wurde.